# Aphrodisium griffithii
Aphrodisium griffithii es una especie de escarabajo longicornio del género Aphrodisium, tribu Callichromatini. Fue descrita científicamente por Hope en 1839.
Se distribuye por China, India, Laos, Birmania y Vietnam. Mide 38-48 milímetros de longitud.